# Gagnefsbyn en Nordåker
Gagnefsbyn en Nordåker (Zweeds: Gagnefsbyn och Nordåker) is een småort in de gemeente Gagnef in het landschap Dalarna en de provincie Dalarnas län in Zweden. Het småort heeft 103 inwoners (2005) en een oppervlakte van 26 hectare. Eigenlijk bestaat het småort uit twee plaatsen: Gagnefsbyn en Nordåker.